# Montero (Santa Cruz)
Montero is een stad in het departement Santa Cruz in Bolivia. Op een afstand van 50 km van Santa Cruz de la Sierra, de hoofdstad van dit departement. De plaats heeft een inwoneraantal van 90.837 (2006) en een oppervlakte van 19 km². De gemiddelde jaartemperatuur ligt rond de 23 graden Celsius.

## Sport
CD Guabirá is de betaaldvoetbalclub van Montero. Zij speelt haar thuiswedstrijden in het Estadio Gilberto Parada.

## Geboren
- Rolando Coimbra (1960), voetballer

## Galerij

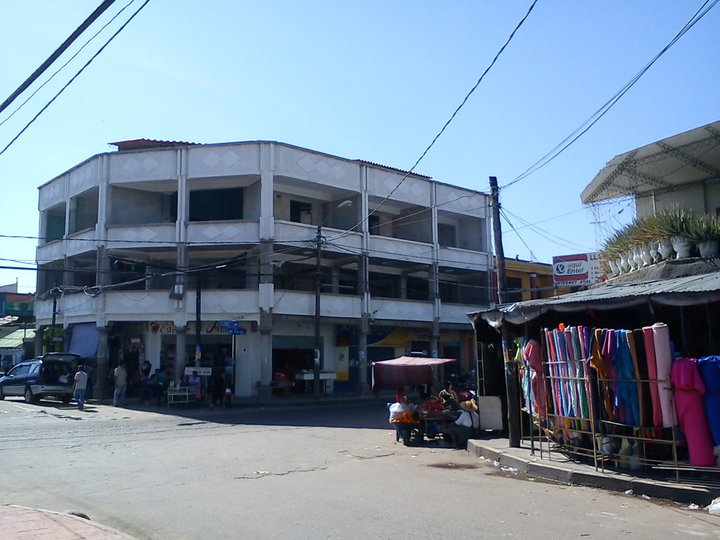
Straat in Montero